# 다이칸야마역
다이칸야마역(일본어: 代官山駅, だいかんやまえき)은 일본 도쿄도 시부야구 다이칸야마초에 있는 철도역이다.

## 역 구조
상대식 승강장 2면 2선, 교상역사를 가진 지상역이지만, 비탈면에 있어 나카메구로 방향의 일부는 다이칸야마 터널 내에 있다.

### 승강장
| 1 | 도요코 선 | 요코하마·모토마치·주카가이·신요코하마·후타마타가와 방면 |
| 2 | 도요코 선 | 시부야·이케부쿠로·가와고에시·도코로자와 방면            |

## 역 주변
- 다이칸야마 우체국
- 미즈호 은행
- NTT 시부야 빌딩
- 일본은행 시부야 메구로 분관
- 산업능률대학 다이칸야마 캠퍼스
- 도쿄도립 제1상업 고등학교
- 기니 대사관(위키테이터)
- 덴마크 대사관(위키테이터)
- 리비아 대사관(위키테이터)
- 말레이시아 대사관(위키테이터)
- 세네갈 대사관(위키테이터)
- 아랍에미리트 대사관(위키테이터)
- 이집트 대사관(위키테이터)

## 역사
- 1927년 8월 28일: 영업 개시.
- 1942년 5월 26일: 전시 합병에 의해 도쿄 요코하마 전철이 도쿄 급행 전철에 개편.
- 1989년 3월 23일: 현 역사 사용 개시.
- 2013년 3월 16일: 도쿄 메트로 후쿠토신 선과의 상호 직통 운전에 따라 당역 ~ 시부야 역간 지하화됨. 야간에 지하화 공사가 진행됨.

## 인접역
| 도쿄 급행 전철 도요코 선     | 도쿄 급행 전철 도요코 선 | 도쿄 급행 전철 도요코 선       |
| ---------------------------- | ------------------------ | ------------------------------ |
| TY 01 시부야 이케부쿠로 방면 | ■ 각역정차               | TY 03 나카메구로 요코하마 방면 |